# Katja Koren
Katja Koren (n. 6 august 1975, Maribor, Slovenia) este o schioare alpină ce a reprezentat Slovenia, medaliată olimpică. A participat la o ediție a Jocurilor Olimpice (1994) în care a câștigat o medalie de bronz.

## Participări
Lista de mai jos prezintă principalele competiții la care a participat Katja Koren de-a lungul carierei.
- Alpint under Vinter-OL 1994 – Slalåm kvinner[*]